# Max Hermann Maxy
Max Hermann Maxy (Brăila, 26 ottobre 1895 – Bucarest, 19 luglio 1971) è stato un pittore e scenografo rumeno di origine ebraica.

## Biografia
Nacque nel 1895 a Brăila ma la famiglia si trasferì presto a Bucarest, dove tra il 1913 e il 1916 frequentò i corsi della Scuola delle Belle Arti ed ebbe come insegnanti Frederic Storck e Camil Ressu. Combatté nella prima guerra mondiale e nel 1918, e insieme agli artisti I. Ross e I. Steurer, organizzò una mostra a Iași con scene sul fronte. La sua prima mostra, in cui espose molte delle tele con scene di guerra, fu aperta nel 1920 a Bucarest, e nel 1921 partecipò alla mostra della Società di Arte Rumena.

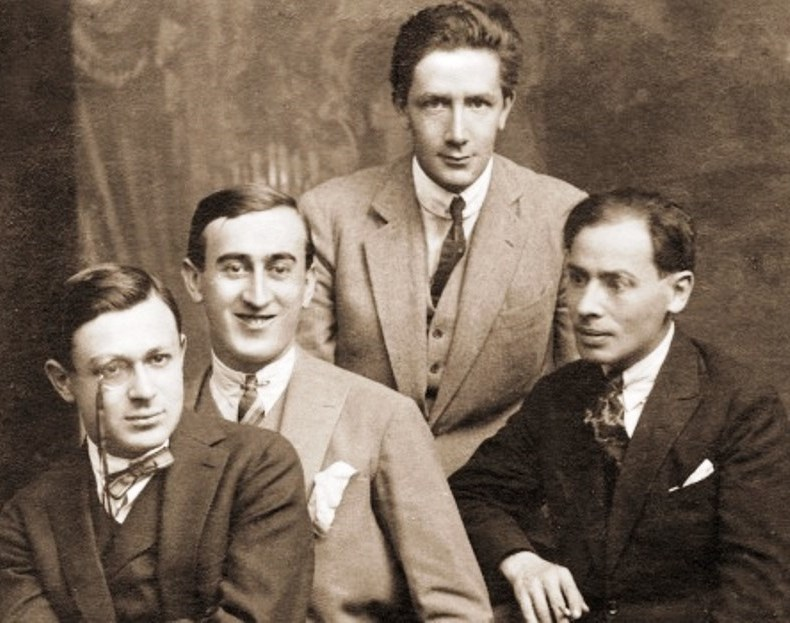
fotografia scattata nel 1915 a Bucarest. Da sinistra: Tristan Tzara, Max Hermann Maxy, Ion Vinea e Jacques G. Costin

Dal 1922 al 1923 studiò a Berlino con Arthur Segal, anch'egli originario della Romania, e divenne membro del famoso Novembergruppe insieme a Mattis-Teutsch, Karl Schmidt-Rottluff, Wilhelm Schuler, Ines Wetzel, Arthur Goetz, Walter O. Grimm, Bruno Beye, Wladislav Skotarek, Josef Capek, Franz Wilhelm Seiwert, Julius Kaufmann ed Erich Goldbaum. Successivamente fece un'esposizione di quadri insieme a Paul Klee e Louis Marcoussis nelle gallerie "Der Sturm".
Nel 1924 partecipò alla Mostra Internazionale del gruppo Contimporanul  insieme a Constantin Brâncuși, Klee, H. Arp, Arthur Segal, Marcel Iancu, Victor Brauner, C. Mihăilescu,  C. Mihăilescu, Milița Petrașcu e fondò, nello stesso anno, l'Accademia di Arte Moderna e Decorativa, promuovendo lo stile Art déco.
Maxy fu il fondatore della rivista d'avanguardia "Integral" alla quale contribuiranno Brunea-Fox, Ion Călugăru, Ilarie Voronca, B. Fondane e Mattis Teutsch.
Nel 1926, trovandosi a Parigi, si occupò della scenografia e dei costumi ne L'uomo, la bestia e la virtù di Luigi Pirandello e ne "Saul" di André Gide. É evidente l'influenza della scenografia russa degli anni '20, in particolare quella di Léon Bakst.
Quando tornò in Romania, l'artista partecipò nel 1929 alla mostra del gruppo "Arte Nuova" e vinse la medaglia d'oro all'Esposizione Internazionale di Barcellona, dove espose oggetti di arte decorativa. Tra il 1930 e il 1938 Maxy fu presente a tutte le mostre del Contimporanul, alla mostra del "Gruppo di arte moderna" a Roma e alle manifestazioni del gruppo artistico "Criterion".
Nel 1939 iniziò a lavorare presso il "Barașeum", il teatro ebraico di Bucarest. Dal 1941, con l'applicazione della legislazione antiebraica, divenne direttore di questo teatro, che gestì con il regista Alexandru Finți e l'attrice Beate Fredanov. Nello stesso periodo insegnò presso la Jewish Art School, un'istituzione privata frequentata da studenti esclusi, per motivi razziali, dalle scuole statali. Dopo la guerra organizzò la mostra "Lavoro e arte".
Nel 1949 fu nominato Direttore del Museo d'Arte della Romania e professore universitario presso l'Istituto di Arti Plastiche "Nicolae Grigorescu", dove insegnò fino al 1951. Morì nel 1971 a Bucarest.
Nelle opere della gioventù di Maxy è evidente un approccio di tipo costruttivista, diverso rispetto a quello delle opere esposte alla mostra "Arte Nuova", le quali anticipano un orientamento di tipo modernista. Anche la sua grafica è degna di nota, in particolare le illustrazioni nei volumi di Sașa Pană e Ilarie Voronca, così come la mostra dei ritratti dei suoi compagni, pubblicati in "Integral", "Contimpuranul", "Unu", "75 HP" e la rivista ebraica di cultura "Puntea de Fildeș".